# 교령회

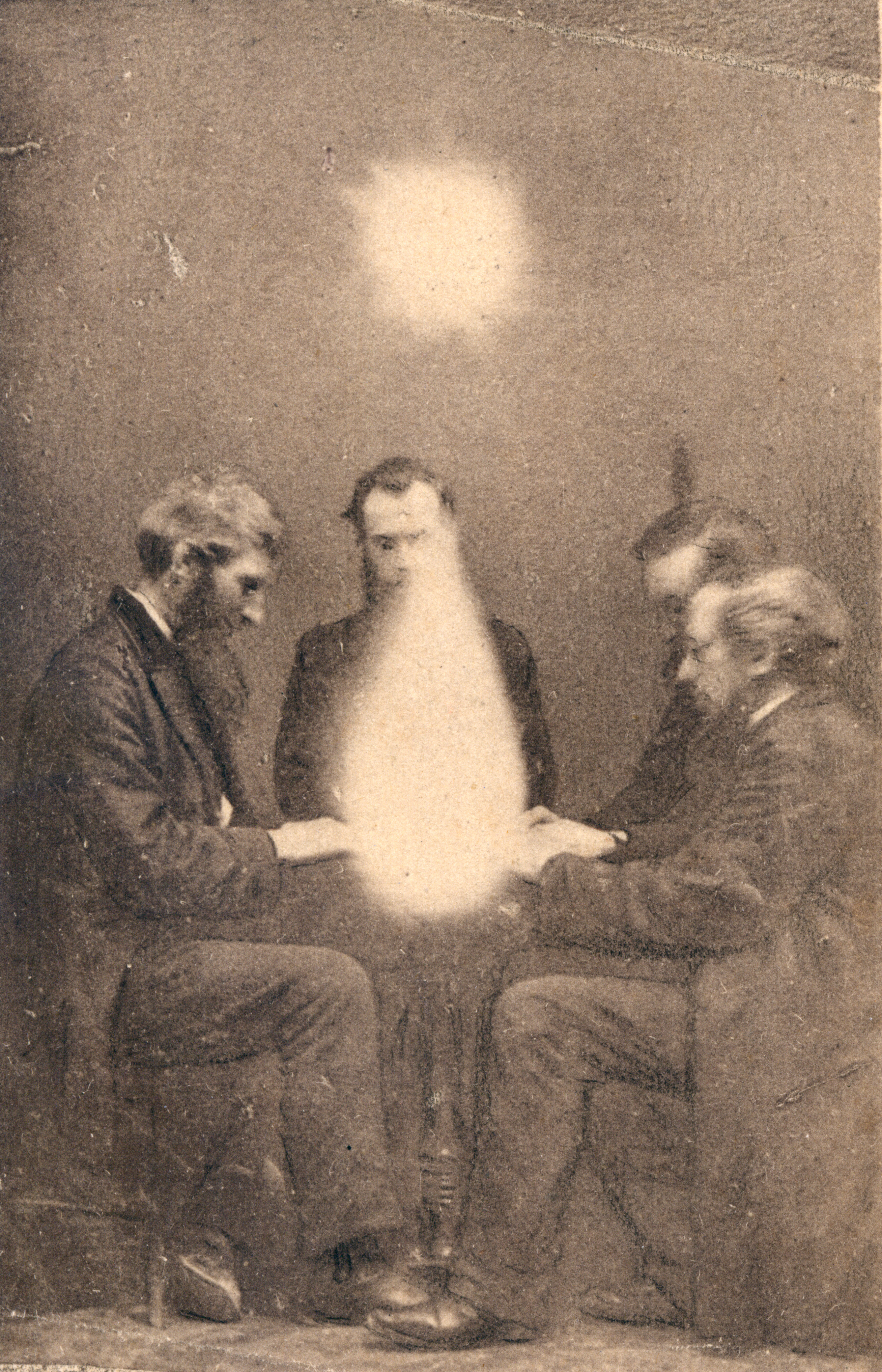

교령회(交靈會, 영어: seance) 또는 강령회(降靈會)는 영매자의 개입 하에 하나의 테이블을 둘러싸고 사망자와의 소통을 도모하는 세션(회합)으로, 1840년대에 미국에서 출현해, 50년대 유럽의 부르주아들을 열광시켰다. 프랑스의 심령술 연구가 알란 카르젝크는 그 저작 「영혼의 책 (Le livre des Esprits)」(1857년)에서 이 세션에 Seance라는 이름을 주어 거기에 철학적 의미를 간파하게 된다. 오늘로는, 브라질에 많은 지지자가 있다고 한다.

## 같이 보기
- 교령술
- 공수
- 콧쿠리 씨
- 강령술